# Krzewent
Krzewent – wieś w Polsce położona w województwie kujawsko-pomorskim, w powiecie włocławskim, w gminie Kowal, pomiędzy trzema jeziorami: Rakutowskim, Lubiechowskim i Krzewenckim.
Folwark Krzewent, leżący w tzw. Prusach Południowych nadany został w latach 1796-1797 generałowi majorowi von Blücherowi. W latach 1975–1998 miejscowość administracyjnie należała do województwa włocławskiego. Według Narodowego Spisu Powszechnego (III 2011 r.) liczyła 214 mieszkańców. Jest dziewiątą co do wielkości miejscowością gminy Kowal.
W Krzewencie mieszkał i zmarł aktor Jan Nowicki.